# Lijst van personen overleden in juli 2018
Dit is een lijst van bekende personen die zijn overleden in juli 2018.

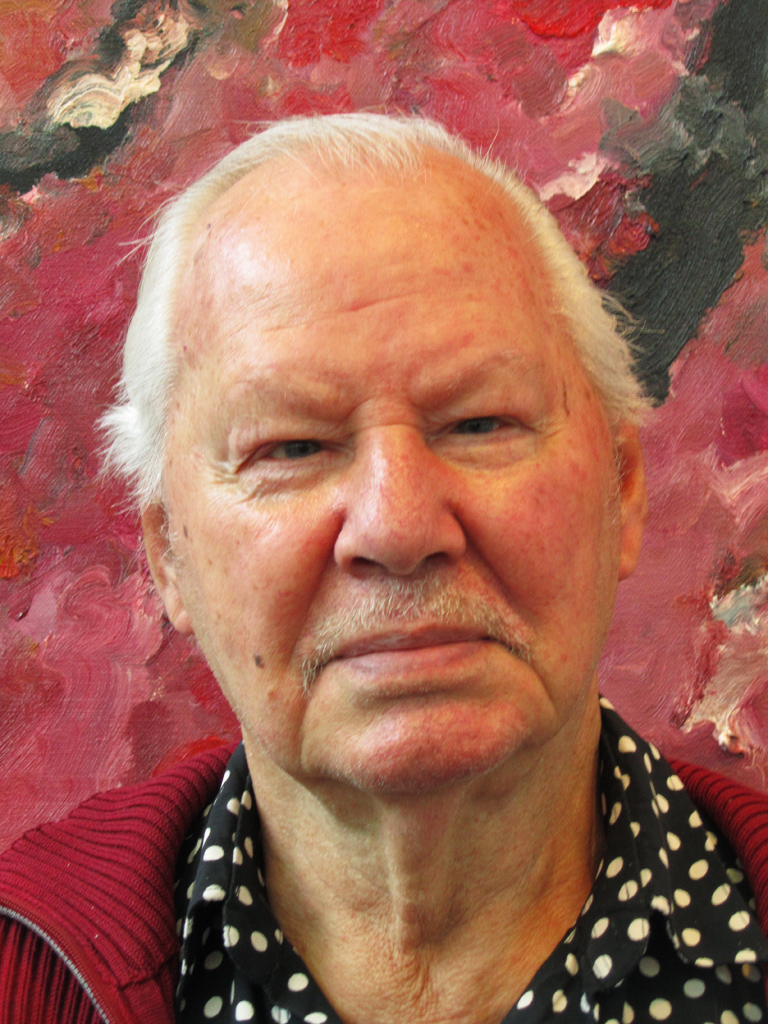
Armando
1 juli

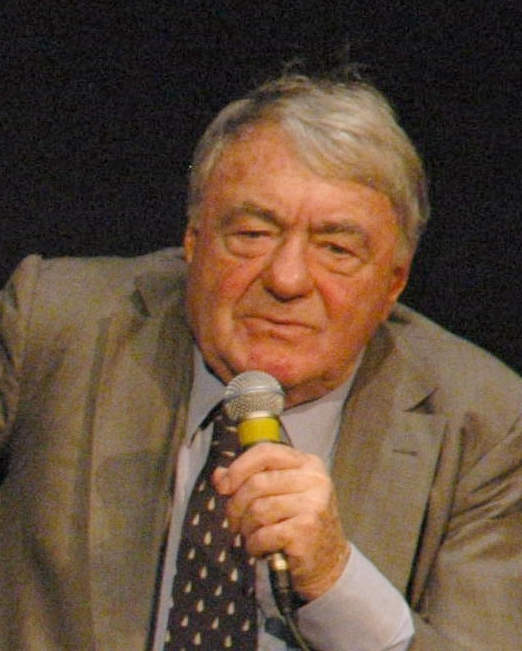
Claude Lanzmann
5 juli

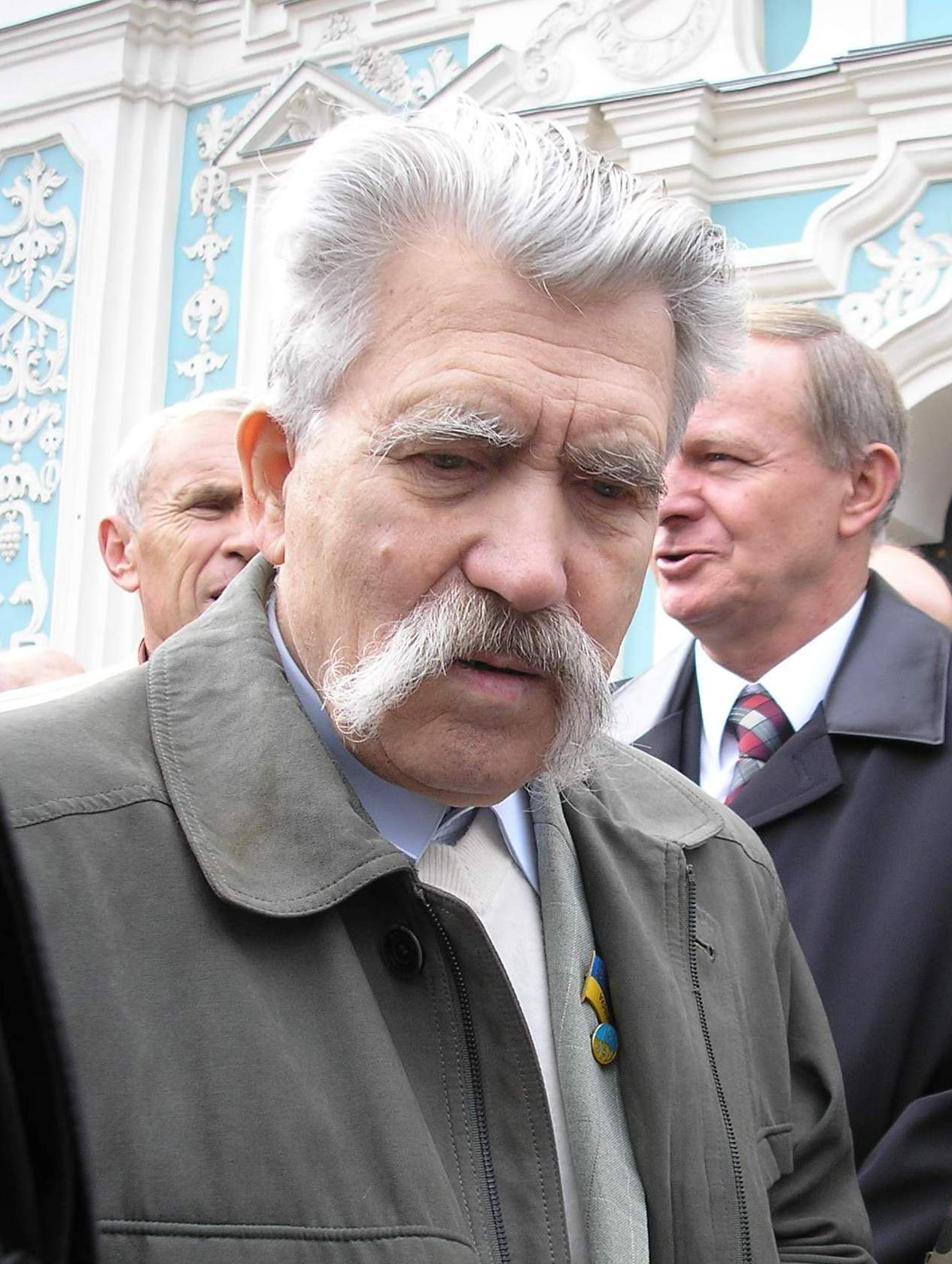
Levko Loekjanenko
7 juli

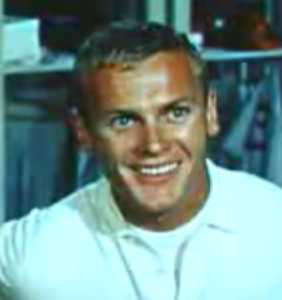
Tab Hunter
8 juli

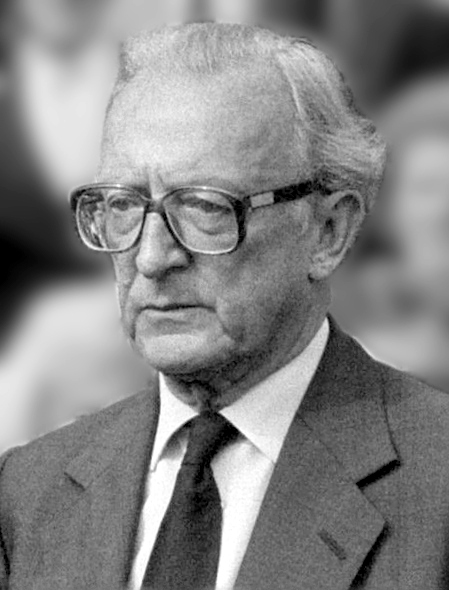
Peter Carington
9 juli

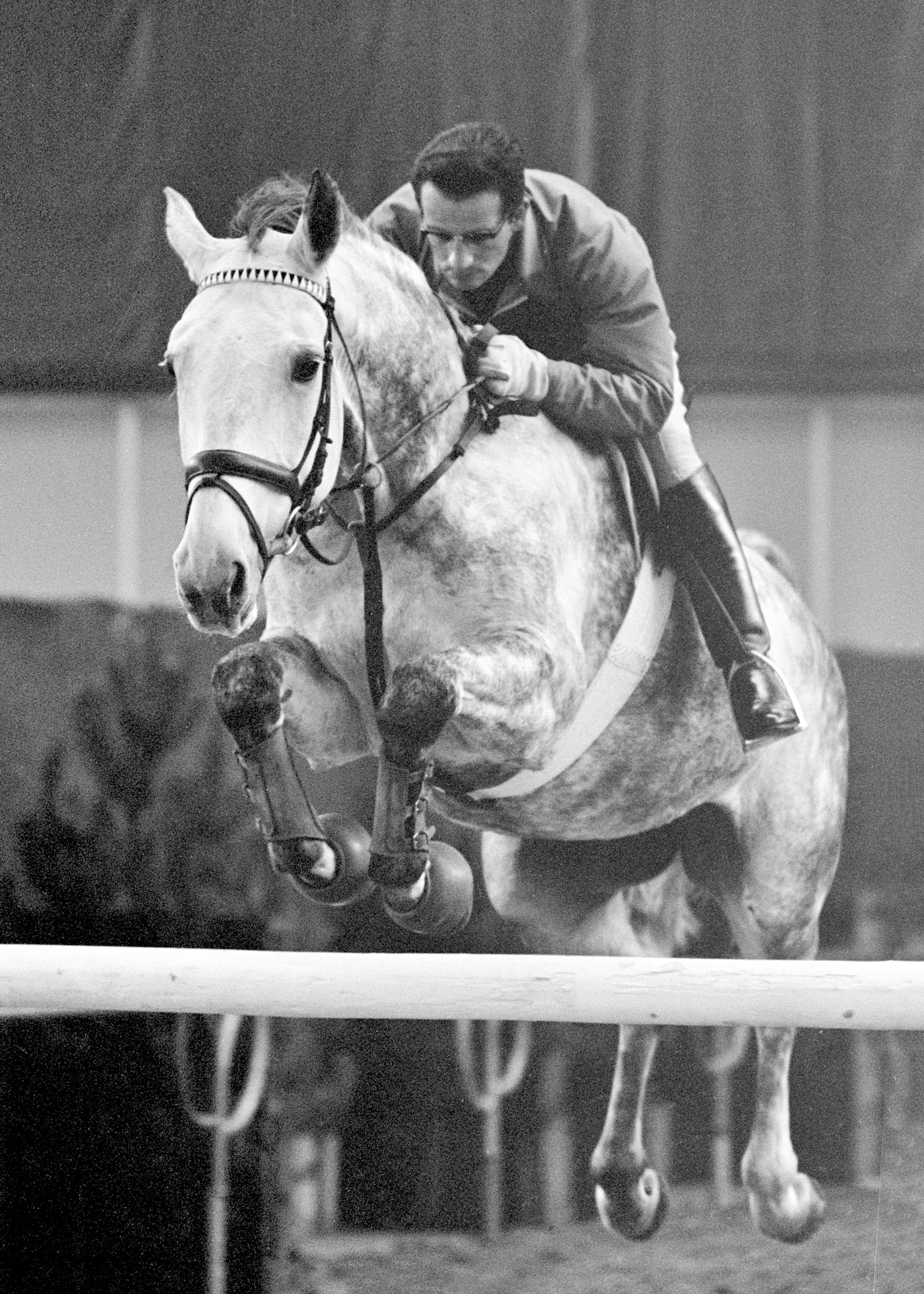
Hans Günter Winkler
9 juli

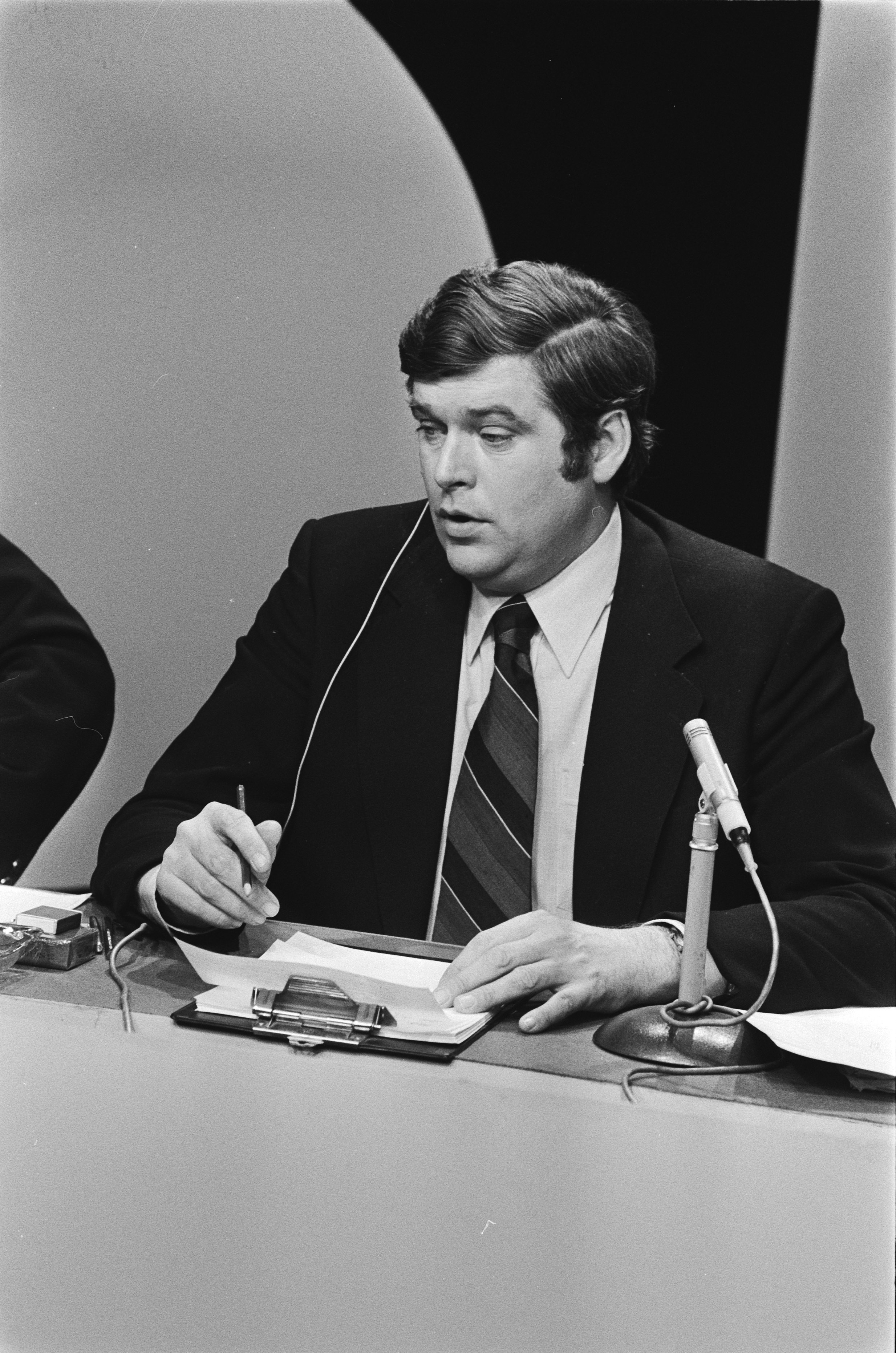
Wibo van de Linde
12 juli

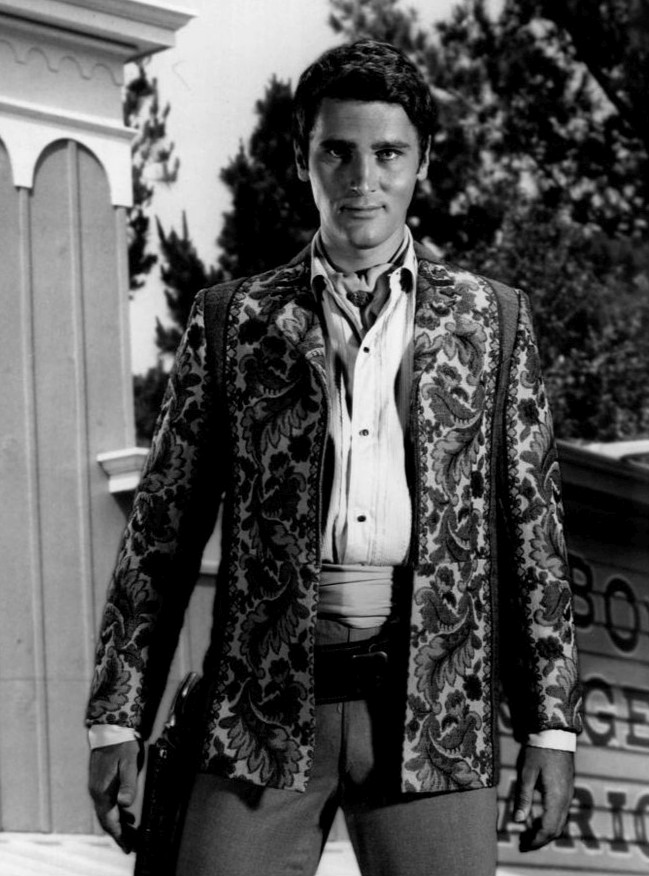
Robert Wolders
12 juli

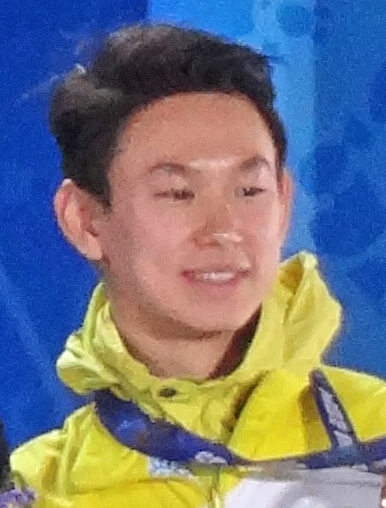
Denis Ten
19 juli

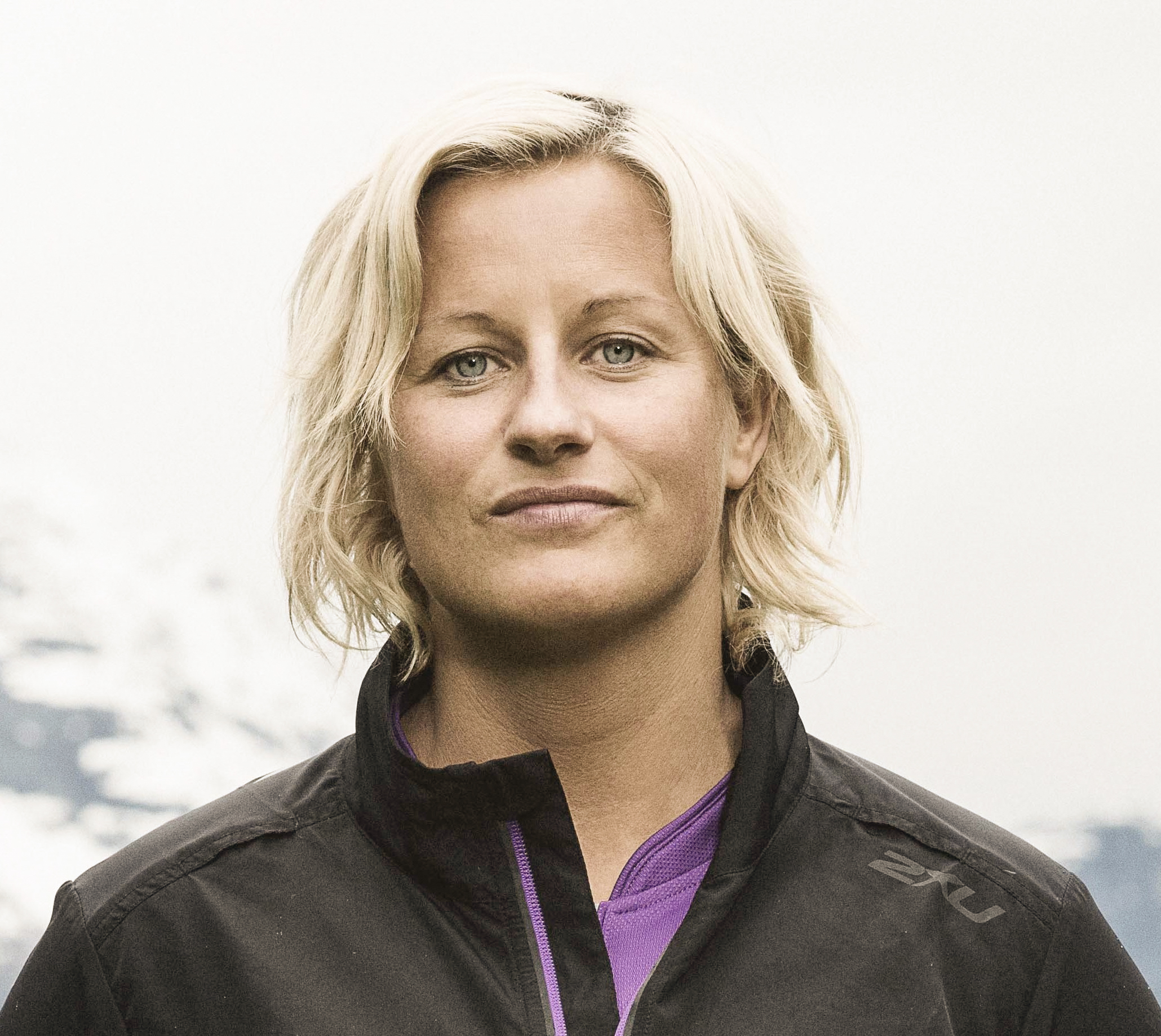
Vibeke Skofterud
29 juli

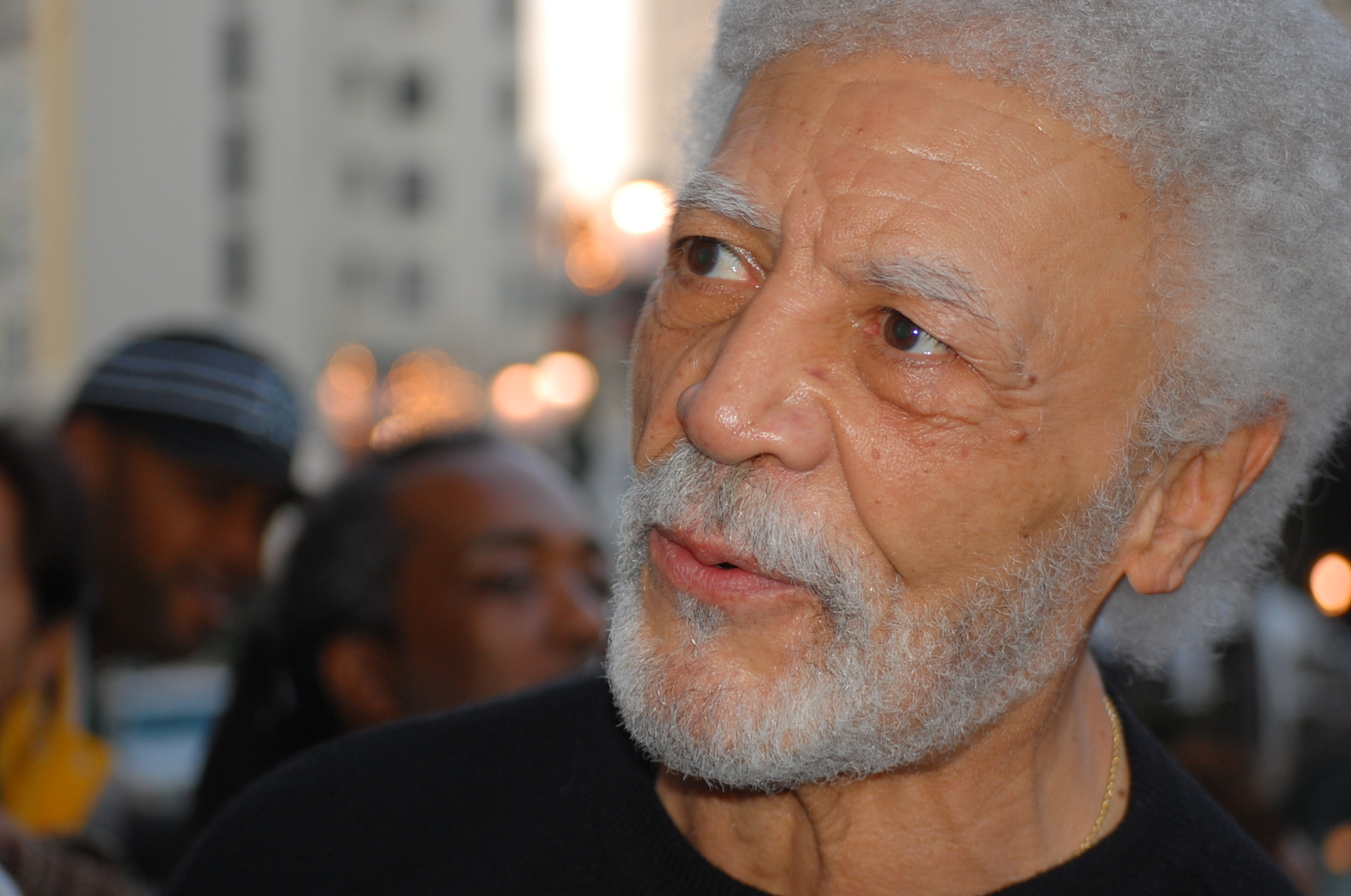
Ron Dellums
30 juli

| 1 | 2 | 3 | 4 | 5 | 6 | 7 | 8 | 9 | 10 | 11 | 12 | 13 | 14 | 15 | 16 | 17 | 18 | 19 | 20 | 21 | 22 | 23 | 24 | 25 | 26 | 27 | 28 | 29 | 30 | 31 |
| - | - | - | - | - | - | - | - | - | -- | -- | -- | -- | -- | -- | -- | -- | -- | -- | -- | -- | -- | -- | -- | -- | -- | -- | -- | -- | -- | -- |

### 1 juli
- Armando (88), Nederlands kunstenaar[1]
- Roy Carr (73), Brits muziekjournalist[2]
- Gillian Lynne (92), Brits choreografe[3]

### 2 juli
- Alan Longmuir (70) Brits basgitarist[4]
- Beer Bossu (75) Nederlands zanger[5]

### 3 juli
- Nellie Jacobs-Aarts (75), Nederlands burgemeester[6]
- Robby Müller (78), Nederlands cameraman[7]
- Boris Orlov (73), Russisch turncoach[8]

### 5 juli
- Huub van Heiningen (93), Nederlands publicist[9]
- Claude Lanzmann (92), Frans journalist en filmregisseur[10]
- Herman Schoordijk (91), Nederlands jurist[11]
- Ed Schultz (64), Amerikaans televisiepresentator[12]
- Jean-Louis Tauran (75), Frans kardinaal[13]
- Joop de Roo (88), Nederlands programmamaker[14]

### 6 juli
- Shoko Asahara (63), Japans sekteleider[15]
- Vlatko Ilievski (33), Macedonisch zanger en acteur[16]
- Giuseppina Projetto-Frau (116), Italiaans supereeuweling[17]

### 7 juli
- Levko Loekjanenko (89), Oekraïens politicus en dissident[18]
- Michael van Bourbon-Parma (92), Franse prins, militair, autocoureur en zakenman[19]

### 8 juli
- Alan Gilzean (79), Schots voetballer[20]
- Tab Hunter (86), Amerikaans acteur en zanger[21]
- Oliver Knussen (66), Brits componist en dirigent[22]

### 9 juli
- Peter Carington (99), Brits minister en secretaris-generaal van de NAVO[23]
- Michel Tromont (81), Belgisch politicus[24]
- Jean Toche (85), Belgisch-Amerikaanse kunstenaar en dichter[25]
- Hans Günter Winkler (91), Duits springruiter[26]

### 10 juli
- Kebede Balcha (66), Ethiopisch marathonloper[27]
- Carlo Benetton (74), Italiaans zakenman[28]
- Jessica Mann (80), Brits schrijfster[29]
- Karl Schmidt (86), Duits voetballer[30]
- Mien Schopman-Klaver (107), Nederlands atlete[31]

### 11 juli
- Lindy Remigino (87), Amerikaans atleet[32]

### 12 juli
- Wibo van de Linde (79), Nederlands tv-journalist en programmamaker[33]
- Roger Perry (85), Amerikaans acteur[34]
- Pierre Romeijer (88), Belgisch chef-kok[35]
- Robert Wolders (81), Nederlands acteur[36]
- Fred van der Zwan (82), Nederlands waterpolospeler[37]

### 13 juli
- Nancy Barbato (101), Amerikaans eerste echtgenote van Frank Sinatra[38]
- Ponty Bone (78), Amerikaans accordeonist[39]
- Stan Dragoti (85), Amerikaans filmregisseur[40]
- Wouter van Luijn (34), Nederlands filmeditor[41]
- Cock Rijkens (66), Nederlands voetballer[42]
- Claude Seignolle (101), Frans schrijver[43]
- Thorvald Stoltenberg (87), Noors politicus[44]

### 14 juli
- Christa Dichgans (78), Duits pop-art-kunstenares[45]
- Theo-Ben Gurirab (80), Namibisch premier[46]

### 15 juli
- Ray Emery (35), Canadees ijshockeydoelman[47]
- Dragutin Šurbek (72), Kroatisch tafeltennisser[48]

### 16 juli
- Raf Sauviller (62), Belgisch journalist[49]

### 17 juli
- Gary Beach (70), Amerikaans acteur[50]
- Bullumba Landestoy (92), Dominicaans pianist, gitarist en componist[51]
- Hugh Whitemore (82), Brits toneel- en scenarioschrijver[52]
- Marjo Vreekamp-van den Berg (76), Nederlands ondernemer[53]

### 18 juli
- Adrian Cronauer (79), Amerikaans militair en diskjockey[54]
- Rob van Mesdag (88), Nederlands roeier[55]
- Burton Richter (87), Amerikaans natuurkundige en Nobelprijswinnaar[56]

### 19 juli
- Evelien Gans (67), Nederlands historica, hoogleraar en auteur[57]
- Rebecca Posner (88), Brits taalkundige[58]
- Denis Ten (25), Kazachs kunstschaatser[59]

### 20 juli
- Gido Berns (78), Nederlands hoogleraar sociale wijsbegeerte[60]
- Gerrit Lang (84), Nederlands hoogleraar psychologie[61]
- Heinz Schilcher (71), Oostenrijks voetballer[62]
- Christoph Westerthaler (53), Oostenrijks voetballer[63]

### 21 juli
- Wim Drop (89), Nederlands neerlandicus[64]
- Wouter Toledo (74), Nederlands kunstschaatster[61]
- Elmarie Wendel (89), Amerikaans actrice[65]
- Jacques Wirtz (93), Belgisch landschapsarchitect[66]

### 22 juli
- Daan Admiraal (69), Nederlands dirigent[67]
- Ferry de Goey (58), Nederlands bedrijfshistoricus[60]
- Christian Heinzmann (65), Belgisch bestuurder[68]
- Chiyo Miyako (117), Japans supereeuweling, oudste persoon ter wereld[69]
- Antoon Lust (74), Belgisch advocaat[70]

### 23 juli
- Lucy Ferry (58), Brits model[71]
- Carl Gregor zu Mecklenburg (85), Duits kunsthistoricus[72]
- Paul Madeley (73), Engels voetballer[73]
- Oksana Sjatsjko (31), Oekraïens activiste[74]

### 24 juli
- André du Pon (105), Nederlands oorlogsveteraan[75]
- Loekie Zondag (94), Nederlands kunstschilder en tekenaar[bron?]

### 25 juli
- Carolyn Jones (77), Brits actrice[76]
- Sergio Marchionne (66), Italiaans ondernemer[77]
- Ricardo Puno sr. (95), Filipijns jurist en politicus[78]
- Glen Roven (60), Amerikaans dirigent en componist[79]
- Rudi Thomaes (65), Belgisch ondernemer[80]
- Patrick Williams (79), Amerikaans componist, muziekpedagoog, dirigent, arrangeur en trompettist[81]

### 26 juli
- Adem Demaçi (82), Kosovaars schrijver en politiek activist[82]
- Aloyzas Kveinys (56), Litouws schaakgrootmeester[83]
- Anne Vermeer (101), Nederlands politicus en burgemeester[84]

### 27 juli
- Bernard Hepton (92), Brits acteur[85]
- Lotty Huffener-Veffer (97), Nederlands Holocaustoverlevende[86]
- Maarten van Nierop (79), Nederlands filosoof[87]
- Braulio Roncero (67), Spaans-Nederlands darter[88]
- Vladimir Vojnovitsj (85), Russisch schrijver en dissident[89]

### 28 juli
- Bob Cleberg (89), Amerikaans autocoureur[90]
- Wanny van Gils (59), Nederlands voetballer[91]
- Olga Jackowska (Kora) (67), Pools zangeres en songwriter[92]
- Gé Voortman (75), Nederlands voetbalbestuurder[93]

### 29 juli
- Brian Lawler (46), Amerikaans worstelaar[94]
- Fiachra Ó Ceallaigh (83), Iers hulpbisschop[95]
- Vibeke Skofterud (38), Noors langlaufster[96]
- Tomasz Stańko (76), Pools jazztrompettist en -componist[97]
- Nikolai Volkoff (70), Kroatisch worstelaar[98]
- Tom van der Voort (76), Nederlands orthopedagoog[99]

### 30 juli
- Ron Dellums (82), Amerikaans politicus en burgemeester[100]
- Carmen Guerrero-Nakpil (96), Filipijns journaliste en schrijfster[101]
- Andreas Kappes (52), Duits wielrenner[102]

### 31 juli
- Alex Fergusson (69), Brits politicus[103]
- Rafael Amador Flores (58), Mexicaans voetballer[104]
- Joop Söhne (95), Nederlands programmamaker[105]
- Finn Tveter (70), Noors jurist en roeier[106]

januari ·
februari ·
maart ·
april ·
mei ·
juni ·
juli ·
augustus ·
september ·
oktober ·
november ·
december
1900 ·
1901 ·
1902 ·
1903 ·
1904 ·
1905 ·
1906 ·
1907 ·
1908 ·
1909 ·
1910 ·
1911 ·
1912 ·
1913 ·
1914 ·
1915 ·
1916 ·
1917 ·
1918 ·
1919 ·
1920 ·
1921 ·
1922 ·
1923 ·
1924 ·
1925 ·
1926 ·
1927 ·
1928 ·
1929 ·
1930 ·
1931 ·
1932 ·
1933 ·
1934 ·
1935 ·
1936 ·
1937 ·
1938 ·
1939 ·
1940 ·
1941 ·
1942 ·
1943 ·
1944 ·
1945 ·
1946 ·
1947 ·
1948 ·
1949 ·
1950 ·
1951 ·
1952 ·
1953 ·
1954 ·
1955 ·
1956 ·
1957 ·
1958 ·
1959 ·
1960 ·
1961 ·
1962 ·
1963 ·
1964 ·
1965 ·
1966 ·
1967 ·
1968 ·
1969 ·
1970 ·
1971 ·
1972 ·
1973 ·
1974 ·
1975 ·
1976 ·
1977 ·
1978 ·
1979 ·
1980 ·
1981 ·
1982 ·
1983 ·
1984 ·
1985 ·
1986 ·
1987 ·
1988 ·
1989 ·
1990 ·
1991 ·
1992 ·
1993 ·
1994 ·
1995 ·
1996 ·
1997 ·
1998 ·
1999 ·
2000 ·
2001 ·
2002 ·
2003 ·
2004 ·
2005 ·
2006 ·
2007 ·
2008 ·
2009 ·
2010 ·
2011 ·
2012 ·
2013 ·
2014 ·
2015 ·
2016 ·
2017 ·
2018 ·
2019 ·
2020 ·
2021 ·
2022 ·
2023 ·
2024 ·
2025